# Danza de las lanzas de El Cerro de Andévalo
La danza de las lanzas, también conocida como danza de San Benito Abad es una de las llamadas danzas rituales onubenses, desarrollada en la localidad de El Cerro de Andévalo, en la provincia de Huelva, España.
Se trata de una danza ritual en honor a San Benito Abad, patrón de El Cerro de Andévalo, realizada en distintos actos dentro del contexto de la Romería de San Benito y, más concretamente, en los preámbulos de la romería (en el Aviso General o mañana de Albricias, el jueves de Lucimiento o día de Faltas), durante la romería propiamente dicha (el sábado, domingo y lunes) y en el epílogo de ésta (miércoles y jueves del Dulce), durante el primer fin de semana del mes de mayo.
Los danzantes, denominados «lanzaores», forman un grupo de siete hombres con lanzas de hierro, destacando el «cabeza» y el «rabeón» diferenciados por su indumentaria. En la danza pueden distinguirse tres variantes: en la Misa, en la Procesión y en El Poleo, interpretado junto a las «jagumeras», formando parejas mixtas.
Los símbolos de la danza son San Benito Abad, las lanzas, la indumentaria y el «paso bajo las andas», figura o mudanza considerada acto reverencial hacia San Benito Abad.
El ámbito en el que se desarrolla la actividad discurre por la iglesia de Nuestra Señora de Gracia y plaza de España durante la mañana de Albricias; la ermita de San Benito Abad y su entorno, en el sábado, domingo y lunes de romería; plaza de España y del Cristo el miércoles y jueves del Dulce. 